# Dvärggräsmossa
Dvärggräsmossa (Brachytheciastrum collinum) är en bladmossart som först beskrevs av Johann Christoph Schleicher och Müll.Hal., och fick sitt nu gällande namn av Mikhail Stanislavovich Ignatov och Huttunen. Dvärggräsmossa ingår i släktet Brachytheciastrum, och familjen Brachytheciaceae. Enligt den finländska rödlistan är arten sårbar i Finland. Arten är reproducerande i Sverige. Artens livsmiljö är kalkstensklippor och kalkbrott.